# 羅夏克墨漬測驗
羅夏克墨漬測驗（英語：Rorschach Inkblot Test），簡稱羅夏克測驗（英語：Rorschach Test），是人格測驗之一，由瑞士精神醫生赫曼·羅夏克（Hermann Rorschach）於1921年最先編製。
測驗由10張有墨漬的卡片組成，
其中5張是白底黑墨水，2張是白底及黑色或紅色的墨水，另外3張則是彩色的。受試者會被要求回答他們最初認為卡片看起來像什麼及後來覺得像什麼。心理學家再根據他們的回答及統計數據判斷受試者的人格還有狀態。這項測驗從1939年開始被採用，最初被稱為「人格投射測驗」。注意，此測驗並不能作為單一評斷患者的測驗，而只能作為附件提供給精神科醫師參考。